# Jörg Stadelbauer
Jörg Stadelbauer (* 14. August 1944 in Wurzen) ist ein deutscher Geograph. Er war Professor für Geographie und Landeskunde an der Albert-Ludwigs-Universität Freiburg.

## Leben
Stadelbauer wurde als Sohn damaligen Oberstleutnants Hans Stadelbauer und seiner Frau Ellen, geb. Braune, im sächsischen Wurzen geboren. Der Vater fiel zur Zeit seiner Geburt in Russland. 1950 siedelte die Familie nach Freiburg im Breisgau über, wo Stadelbauer vier Jahre die Volksschule besuchte und 1963 am Kepler-Gymnasium das Abitur ablegte. Ab Mai 1963 studierte er Geographie, Geschichte und Latein an der Albert-Ludwigs-Universität Freiburg, wo er im Frühjahr 1966 das Philosophikum und 1968/69 das Staatsexamen ablegte. Seit Januar 1970 hatte Stadelbauer eine Assistentenstelle am Geographischen Institut der Universität Freiburg, wo er im Februar 1972 mit einer Dissertation über Bahnbau und kulturgeographischen Wandel in Turkmenien bei Wolf-Dieter Sick promoviert wurde. 1979 folgte, ebenfalls in Freiburg, die Habilitation mit Studien zur Agrargeographie Transkaukasiens. Im Folgejahr trat Stadelbauer in Freiburg eine Professur auf Zeit an. 1984 wurde er zum außerplanmäßigen Professor ernannt. 1987 wurde er auf eine Professur für Kulturgeographie am Geographischen Institut der Universität Mainz berufen. Von 1991 bis zum Ruhestand 2009 war er Professor für Geographie und Landeskunde am Institut für Kulturgeographie der Universität Freiburg.

## Arbeitsfelder
Stadelbauer prägte über Jahrzehnte die geographische Forschung zu Russland (u. a. Forschungstätigkeit deutscher Forschungsreisender) und zur Sowjetunion (u. a. Entwicklung des Städtesystems in der Mongolei und in Kirgistan) und arbeitete nach der Auflösung des Sowjetsystems zu Transformationsprozessen in Russland und den Sowjetnachfolgestaaten in Zentralasien und im südlichen Kaukasus, u. a. zur Ressourcennutzung in der Wasserwirtschaft (Kirgistan) und Problemen der zwischenstaatlichen Wasseraufteilung in Zentralasien (Kirgistan, Kasachstan, Usbekistan, Tadschikistan) sowie zu politischen Konflikten im Rahmen der Auflösung der Sowjetunion und dem Entstehen neuer Staaten (u. a. Georgien). In Deutschland arbeitete Stadelbauer zur Kulturlandschaftsentwicklung in ländlichen Räumen Baden-Württembergs, zur Wahrnehmung von Kulturlandschaft und ihren Veränderungen sowie zur Tourismuswirtschaft im Hochgebirge.

## Schriften (Auswahl)
- Bahnbau und kulturgeographischer Wandel in Turkmenien. Einflüsse der Eisenbahn auf Raumstruktur, Wirtschaftsentwicklung und Verkehrsintegration in einem Grenzgebiet des russischen Machtbereichs. Duncker & Humblot, Berlin 1973, ISBN 3-428-02948-8 (Freiburg (Breisgau), Univ., Diss., 1972).
- Landwirtschaftliche Integration in den Subtropen der Sowjetunion. Überbetriebliche Zusammenarbeit im transkaukasischen Agrarraum. Gießener Abhandlungen zur Agrar- und Wirtschaftsforschung des europäischen Ostens (GAAW), Band 120, Gießen 1983, Freiburg, ISBN 978-3-428-05321-6.

- Studien zur Agrargeographie Transkaukasiens: Subtropische Landwirtschaft im gesamtsowjetischen Rahmen. Duncker & Humblot, Berlin 1982, ISBN 3-428-05322-2 (Freiburg (Breisga), Univ., Habil.-Schr., Teil 1 u.d.T.: Landwirtschaftliche Integration in den Subtropen der Sowjetunion).
- Landwirtschaftliche Integration in den Subtropen der Sowjetunion. Überbetriebliche Zusammenarbeit im transkaukasischen Agrarraum. Gießener Abhandlungen zur Agrar- und Wirtschaftsforschung des europäischen Ostens (GAAW), Band 120, Gießen 1983, Freiburg, ISBN 978-3-428-05321-6.
- Kolchozmärkte in der Sowjetunion: Geographische Studien zu Struktur, Tradition und Entwicklung des privaten Einzelhandels. Geographisches Inst. der Johannes-Gutenberg-Univ. Mainz, Mainz 1991, ISBN 3-88250-036-0.
- Die Nachfolgestaaten der Sowjetunion: Großraum zwischen Dauer und Wandel. Wissenschaftliche Buchgesellschaft, Darmstadt 1996, ISBN 978-3-534-03011-8.
- Unter Mitarbeit von Wolfgang Meckelein. Nordkaukasien: Eine landeskundliche Untersuchung. Institut für Geographie der Universität Stuttgart, Stuttgart 1998, ISBN 3-88028-127-0.
- Georgien: Geographie, Geschichte, Wirtschaft. Reichert Verlag, Wiesbaden 2024, ISBN 978-3752007923.